# Hypnale walli
Hypnale walli är en ormart som beskrevs av Gloyd 1977. Hypnale walli ingår i släktet Hypnale och familjen huggormar. Inga underarter finns listade i Catalogue of Life.
Populationens taxonomiska status är omstridd. The Reptile Database listar den som synonym till Hypnale nepa.